# John Walker (ciclista)
John Walker (Dublin, 23 de dezembro de 1888 – 20 de janeiro de 1954) foi um ciclista irlandês que competiu em dois eventos representando o Reino Unido nos Jogos Olímpicos de 1912 em Estocolmo.